# Eudald Jaumeandreu i Triter
Eudald Jaumeandreu i Triter (* 1774 in Barcelona; † 1840 ebenda) war ein katalanischer Ökonom. Er wird häufig als der Adam Smith Kataloniens bezeichnet.

## Werdegang und Lebenswerk
Jaumeandreu war seit 1788 bis zu seinem Klosteraustritt im Jahr 1821 Mitglied des Augustinerordens. 1805 hatte er mit der Arbeit Centum propositiones decem in libros distributae quas in comitiis prov. Aragoniae ordinis Augustiniani den Doktor der Theologie erworben. Als Ordensmann und Priester vertrat er liberale Vorstellungen wie dies exemplarisch in seiner Totenrede für den spanischen Militärangehörigen und ehemaligen Generalkapitän von Katalonien Luis de Lacy y Gautier nach seiner Hinrichtung in Palma im Jahr 1817 zum Ausdruck kam.
Ab 1814 war er Professor für Wirtschaft (economia civil) zunächst in Palma und anschließend für Volkswirtschaftslehre (economia politica) an der Handelskammer von Barcelona (Junta de Comerç de Barcelona). Von 1814 bis 1824 sowie von 1835 bis 1840 lehrte er dieses Fach in Barcelona. Seit 1820 lehrte er auch politisches Recht. Über seine zahlreichen Schüler wie den Philosophen Ramon Martí i d’Eixalà, die Schriftsteller Bonaventura Carles Aribau und Joaquim Rubió i Ors, die Ökonomen Joan Güell i Ferrer und Laureà Figuerola i Ballester, den Juristen Josep Sol i Padrís, den Politiker Estanislau Figueras i de Moragas, den Historiker Plàcid-Maria de Montoliu i de Sarriera, den Rechtsanwalt Joan Illas i Vidal und den Sprachwissenschaftler Manuel Milà i Fontanals übte er großen Einfluss auf Politik und Gesellschaft seiner Zeit aus.
Jaumeandreu war der Ökonom des frühen, industriellen Bürgertums Spaniens. Er brachte in seinem Werk die politische Konstitution Spaniens mit dem freien Markt in Einklang. Er initiierte dabei eine kleinere Agrarreform und beschränkte den Einfluss von Innungen und Zünften bei gleichzeitiger Ablehnung von hohen Außensteuern. Er definierte die Ökonomie als diejenige Wissenschaft, die den wirtschaftlichen Ausgleich zwischen öffentlichen und privaten Interessen aufzuzeigen hatte.

## Werke
- Rudimentos de Economía política (1816)
- Memoria sobre la necesidad del sistema prohibitivo en España (1834)
- Curso de Economía Política (1836)
- Curso elemental de Derecho Público (1837)
- Catecismo razonado de la Constitución Española (1837)